# Spezia (métro de Turin)
Pour les articles homonymes, voir Spezia.
Spezia est une station de la ligne 1 du métro de Turin, située sur le corso Spezia.